# Dugald MacDonald
Pas d'image ? Cliquez ici

a Compétitions nationales et continentales officielles uniquement.

b Matchs officiels uniquement.
Dugald Alexander MacDonald, né le 20 janvier 1950 à Durban, est un joueur de rugby à XV qui a joué avec l'équipe d'Afrique du Sud évoluant au poste de troisième ligne centre. Il évolue avec la Western Province qui dispute la Currie Cup, et avec le Stade toulousain.

## Biographie
Dugald MacDonald dispute à 24 ans son premier test match le 22 juin 1974 contre les Lions britanniques. Le match perdu 28 à 9 reste sa seule sélection. En 1977-1978, il rejoint le Stade toulousain pour remplacer Walter Spanghero et former une troisième ligne Jean-Pierre Rives et Jean-Claude Skrela.
Son frère Donald (en) a représenté l'équipe d'Écosse à sept reprises.

## Statistiques en équipe nationale
- 1 test match avec l'équipe d'Afrique du Sud
- Sélection par année : 1 en 1974